# Jean-Baptiste Lebas
Jean-Baptiste Lebasⓘ (ur. 24 października 1878 roku w Roubaix, zm. 10 marca 1944 roku w Sonnenburgu) – francuski polityk socjalistyczny, wieloletni mer Roubaix. Współautor francuskich reform społecznych wprowadzonych ustawami z czerwca 1936 roku.

## Życiorys

### Działalność w rodzinnym Roubaix

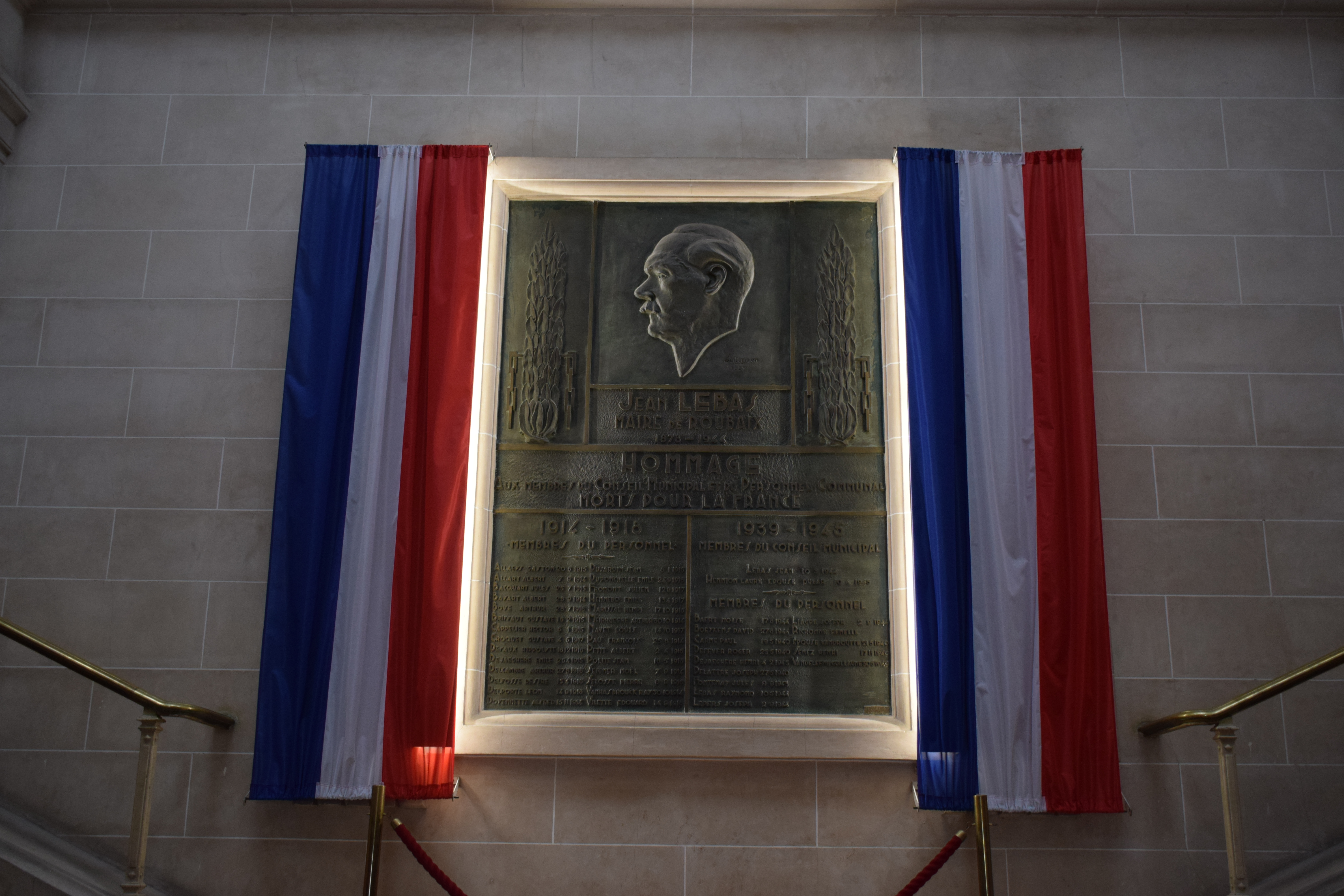
Relief z profilem Jean-Baptiste Lebas nad nazwiskami samorządowców wymordowanych przez Niemców w I i II wojnie światowej. Hol ratusza w Roubaix

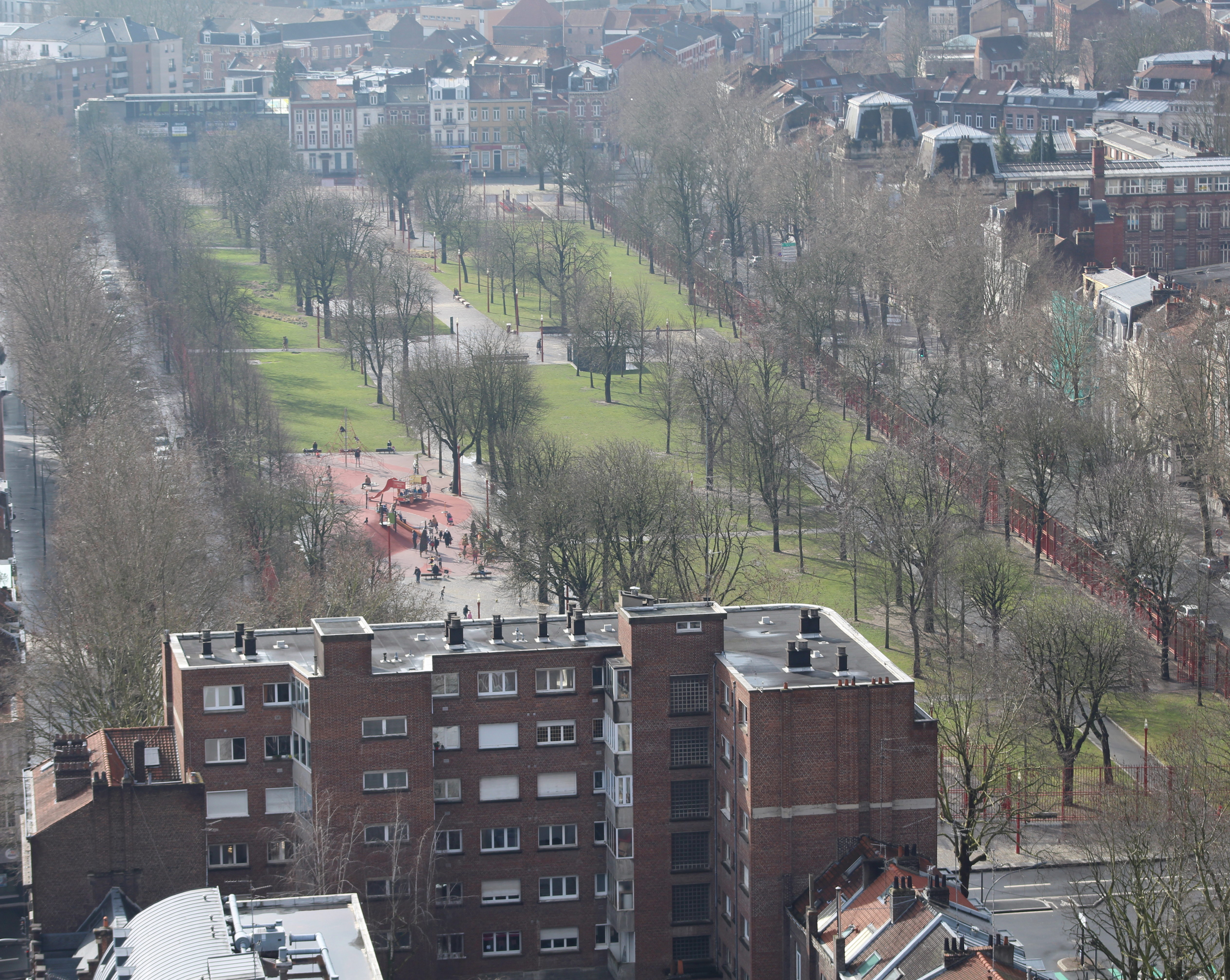
Park miejski im. Jean–Baptiste Lebas w Lille

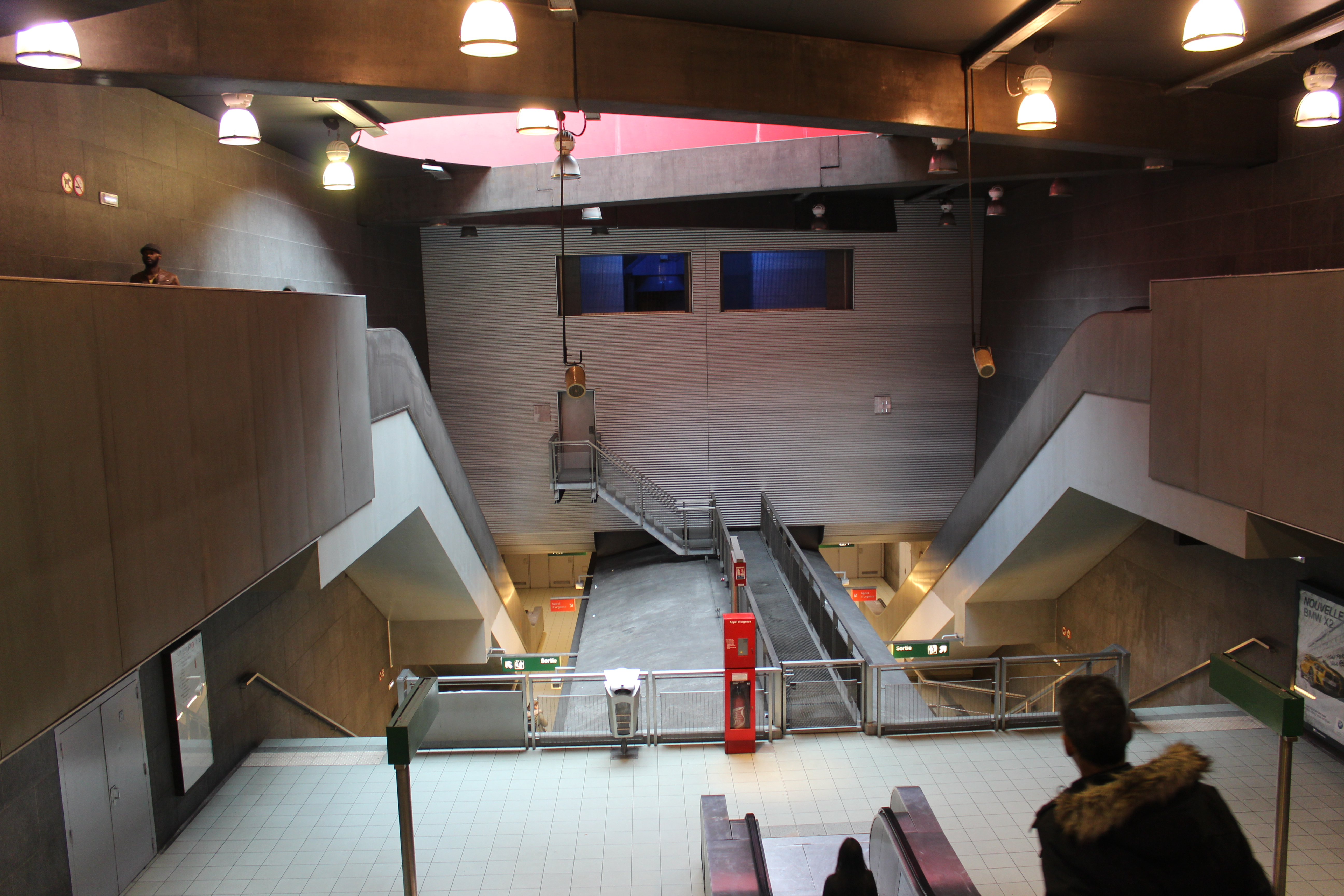
Stacja metra „Gare Jean Lebas Roubaix”. Widok z kondygnacji -1

Urodził się w rodzinie robotniczej, ojciec był tkaczem w dynamicznie rozwijających się wówczas fabrykach włókienniczych. Gwałtownym zmianom społecznym wynikającym z szybkiego rozwoju przemysłu francuskiej części Flandrii, towarzyszyły drastyczne kontrasty społeczne. Podczas pomnażania majątków fabrykanckich, pośród robotników panowała z reguły nędza. Z czasem, wraz z koncentracją w aglomeracji Lille i Roubaix ludnosci wiejskiej stanowiącej główny rezerwuar taniej siły roboczej, zaczęły zawiązywać się nieformalne związki międzypracownicze i sąsiedzkie a pod wpływem przenikającego z Anglii marksizmu stopniowo przekształcające się w związki zawodowe. Do jednego z nich należał ojciec Jeana, Jean-Hippolyte Lebas, którego postawę polityczną jeszcze przed narodzeniem Jeana–Baptiste, historycy określają na dojrzałą. Od najmłodszych lat syn wzrasta w idei równości niezależnie od pochodzenia. Mając 15 lat przemawia już na publicznym spotkaniu w Wasquehal, od tego czasu używa pseudonimu Jacques Vingtras, co świadczy, że młody Lebas zaznajomiony był z aktualnie wydawaną literaturą i pod nim staje się w Roubaix rozpoznawalnym i słuchanym propagandystą powstającego partyjnego ruchu robotniczego. Zawodowo początkowo sam był czeladnikiem tkackim, jednak działalność aktywistyczna i strach pracodawcy doprowadziły do zwolnienia go z pracy. Najstarsze zachowane pisma Lebas wskazują, że zaczął publikować co najmniej od osiemnastego roku życia. W 1900 roku ukazała się jego broszura z przedmową Julesa Guesde'a zatytułowana „Socialisme et patriotisme”, która określana jest obecnie jako życiowe credo Jean-Baptiste Lebas. Napisał w niej: „Obowiązkiem partii socjalistycznej, jest pragnienie pokoju, jednak gdyby na nieszczęście Francja znalazła się w bolesnej konieczności obrony przed atakami z zewnątrz, obowiązkiem socjalistów jest zdecydowany marsz w obronie kraju”. W 1906 roku Jules Guesde, który dostrzegł zaangażowanie, systematyczną, metodyczną pracę nad powierzanymi mu zadaniami oraz pierwsze udane doświadczenia młodego Lebas jako organizatora spotkań robotniczych, powołał go do sekretariatu socjalistycznej federacji ówczesnego regionu Nord. To dało początek formalnej karierze politycznej Lebas. Dwa lata później został wybrany na radnego miejskiego Roubaix. Musiał zmierzyć się z frustrującym zblokowaniem większości radnych i mera, których polityka automatycznie przekształcała żądania fabrykantów włókienniczych w uchwały administracyjne miasta, bez uwzględnienia jakichkolwiek potrzeb większości mieszkańców. Rozpoznawalność zdobyta wcześniej podczas spotkań robotniczych sprawiła, że na fali popularności idei marksistowskich, w 1912 roku kandydując z listy socjalistów sam został merem Roubaix. Miał wówczas 34 lata. Funkcję tę sprawował łącznie przez ćwierć wieku. Trzy lata do wojny a następnie od 1918 do ponownego wkroczenia Niemców w 1940 roku. Podczas dwóch niemieckich okupacji był aresztowany i więziony w Niemczech. Bezpośrednim powodem aresztowania w 1915 roku była odmowa przekazania listy nazwisk 18–letnich mieszkańców Roubaix, których Niemcy planowali deportować z miasta. Po aresztowaniu Lebas, więziono go w twierdzy Rastatt. Podczas drugiej okupacji Francji, zostaje aresztowany w związku z współorganizowaniem struktur konspiracyjnych, wcześniej w Zgromadzeniu Narodowym nie wziął udziału w głosowaniu (10 lipca 1940 roku), nadającym nadzwyczajne pełnomocnictwa marszałkowi Pétainowi, którego rząd współpracował z Niemcami. Do zatrzymania Lebas doszło 21 maja 1941 roku, został uwięziony tym razem w Sonnenbergu (dziś Słońsk w Polsce), a 10 marca 1944 roku rozstrzelany. Miał wówczas 66 lat.

### Wpływ na politykę Francji
W 1936 roku wszedł do pierwszego rządu Leona Bluma jako minister pracy. Wprowadził ustawy, które przyznawały piętnastodniowy płatny urlop wypoczynkowy pracownikom we Francji a przede wszystkim czterdziestogodzinny tydzień pracy. Ustawy czerwcowe wprowadzały też zakaz zwolnienia z pracy z powodu strajku. Regulowały również stosunki pracodawca – stażysta.
Jean-Baptiste Lebas był również czterokrotnie posłem Zgromadzenia Narodowego. Po raz pierwszy wybrany w 1919 roku, wraz z Julesem Guesdem, który promował go wcześniej w polityce lokalnej, Na Lebas padło wówczas ponad 150 tysięcy z nieco ponad 370 tysięcy oddanych głosów. Został ponownie wybrany w 1924, 1932 i 1936 roku. Jako deputowany wzywał do nacjonalizacji kolei, kopalń i transportu morskiego, oraz do wprowadzenia płacy minimalnej. Bezrobocie i konflikty pracownicze wybuchające w rodzinnym regionie motywowały wiele jego interwencji.

## Upamiętnienie
W rodzinnym Roubaix jest patronem stacji metra Gare Jean-Lebas i college'u (odpowiednik polskiego gimnazjum), przy ulicy Dupuy de Lome 82. W Lille istnieje popularny park jego imienia, przy dworcu towarowym Saint-Sauveur. Jest patronem ulic w Lille, Roubaix, Somain i w Bondy. W 2016 roku w Hôtel du Châtelet w Paryżu, który jest siedzibą francuskiego ministerstwa pracy, jedną z sal nazwano imieniem Lebas. „Dla upamiętnienia przełomowych reform społecznych z 1936 roku”. W 1957 roku francuska poczta wydała 20-frankowy znaczek z jego wizerunkiem.